# North Somerset
North Somerset – unitary authority w hrabstwie Somerset w Anglii z centrum w Weston-super-Mare. Do 1996 roku dystrykt niemetropolitalny hrabstwa Avon, noszący nazwę Woodspring. W 2011 roku dystrykt liczył 202 566 mieszkańców.

## Miasta
- Clevedon
- Nailsea
- Portishead
- Weston-super-Mare

## Inne miejscowości
Abbots Leigh, Backwell, Banwell, Barrow Gurney, Blagdon, Bleadon, Brockley, Burrington, Butcombe, Churchill, Clapton in Gordano, Cleeve, Congresbury, Dundry, Easton in Gordano, Failand, Flax Bourton, Hutton, Kenn, Kewstoke, Kingston Seymour, Locking, Long Ashton, Lower Langford, Loxton, Pill, Portbury, Puxton, Redhill, St. Georges, Sandford, Tickenham, Uphill, Walton in Gordano, Weston in Gordano, Wick St. Lawrence, Winford, Winscombe, Worle, Wraxall, Wrington, Yatton.